# Японская футбольная лига
Японская футбольная лига (яп. 日本フットボールリーグ Nihon futtobōru Līgu, англ. Japan Football League, JFL) — полупрофессиональная футбольная лига, состоящая как из любительских, так и профессиональных клубов со всей Японии. JFL является четвёртым уровнем в системе футбольных лиг Японии, находясь ниже трёх дивизионов профессиональной лиги — J1, J2 и J3. Несмотря на свой официально любительский статус, лига имеет полностью профессиональные команды.

## Создание
См. также: Японская футбольная лига (1992—1998)
Современная JFL начала своё существование с сезона 1999 года. Тогда же появился и второй дивизион профессиональной лиги — J2. До этого момента профессиональная лига имела лишь один дивизион, а существовавшая тогда JFL считалась вторым высшим дивизионом.
Новые составы JFL и J2 были сформированы из 16 команд, входивших до этого в состав JFL: 9 из них были зачислены в J2, а остальные 7 команд и победитель плей-офф региональной лиги «Ёкогава Электрик» сформировали новую лигу JFL. В качестве исключения в состав новой лиги приняли клуб «Иокогама». Полный состав клубов, выступающих в первом сезоне JFL: «Denso SC», «Хонда Моторс», «Jatco SC», «Kokushikan University F.C.», «Мито Холлихок», «Otsuka Pharmaceutical», «Сони Сэндай», «Иокогама» и «Ёкогава Электрик».

## История
Изначально в лиге участвовало 9 команд. К следующему сезону их число увеличилось до 12, а к сезону 2001 года — до 16. В 2002 году количество участников увеличилось до 18, но к следующему сезону сократилось до 16. С 2006 года число участников закрепилось на 18 командах. В сезоне 2012 года в JFL было 17 клубов из-за того, что клуб Arte Takasaki был вынужден досрочно покинуть лигу из-за финансовых проблем.
В  2013 году JFL снова ждало сокращение: 10 из 18 команд присоединились к созданному третьему дивизиону Джей-лиги — J3. Что также понизило уровень JFL в системе футбольных лиг Японии, сделав ее четвертой лигой с 2014 года.
Четыре клуба, вышедшие из лиги JFL в разные годы выступали в высшем дивизионе страны: «Иокогама» (2007), «Otsuka Pharmaceutical» (под названием «Токусима Вортис» — 2014), «Мацумото Ямага» (2015), «В-Варен Нагасаки» (2018).

## Обзор
Клубы JFL могут быть аффилированы с компаниями, быть полностью автономными командами или резервными командами клубов других дивизионов. До 2010 года университетские клубы (которые, как правило, не играют в системе японских футбольных лиг) по рекомендации японской университетской футбольной ассоциации выступали в JFL. Но, как и b-команды (резервные составы клубов дивизионов Джей-лиги и команды компаний), не могут стать членами Джей-лиги, и соответственно, пробиться в её дивизионы. 

### Критерии для перехода из JFL в J2
( до создания J3)
- Членство в Японской футбольной ассоциации (яп. Ｊリーグ準会員 Jei Rīgu Junkaiin, англ. J. League Associate Membership);
- Завершение сезона на первом или втором месте в JFL;
  - Если чемпион является членом ассоциации, он будет повышен в классе;
  - Если и чемпион, и занявший второе место являются членами ассоциации, чемпион будет автоматически повышен, и занявший второе место будет играть в серии плей-офф против предпоследнего клуба в J2;
  - Если только вице-чемпион является членом ассоциации, он будет играть в серии плей-офф против последнего клуба в J2;
- Прохождение финальной проверки Комиссии японской лиги (англ. J. League Committee).

С созданием дивизиона J3 в сезоне 2014 года, условие победы или второго места в JFL больше не обязательны, если команда одобрена Комитетом Джей-лиги и является членом ассоциации. И теперь клубы продолжают выступления не во втором, а в третьем дивизионе Джей-лиги. JFL является самым высоким уровнем любительского футбола в Японии и по-прежнему служит цели помочь любительским клубам достичь профессионального статуса и достойного ему уровня выступлений.

### Вылет из JFL
До двух команд в нижней части турнирной таблицы по итогам сезона могут столкнуться с прямым вылетом или матчами плей-офф против команд, победивших в региональных соревнованиях лиг. Количество команд, которые должны покинуть JFL варьируется в зависимости от количества команд, которые получили право на выступление в J3 или покинули JFL по иным (не игровым) причинам.

### Участие в розыгрыше Кубка Императора
До 2008 года только клуб, занимавший первую строчку в турнирной таблице к середине сезона (17 завершенных матчей) был квалифицирован для выступления в розыгрыше Кубка Императора, начиная играть в турнире с третьего раунда вместе с клубами из J2. В 2010 году в связи с расширением второго дивизиона Джей-лиги, квалификация была расширена до трех лучших команд. Другие клубы участвовали в розыгрыше Кубка Императора, начиная квалификацию с кубка в своей префектуре, переходя оттуда в первый раунд розыгрыша. В 2015 году от JFL квалифицировался только победитель первой половины сезона.

### Символическая сборная JFL
В 1999 году (Bangabandhu Cup) и с 2014 года символическая сборная JFL (JFL XI) проводит матчи в межсезонье. В 2016 году состоялась встреча всех звезд между Западным JFL и Восточным JFL.

## Сезон 2019

### Формат соревнования
Лига проводится в два круга, команда, завершающая сезон на первой строчке турнирной таблицы объявляется чемпионом. С 2014 по 2018 год использовалась система Apertura и Clausura — два круга, победители каждого из которых оспаривали звание чемпиона в плей-офф.
Участвующие клубы
| Клуб                  | Первый сезон в JFL | Сезон по счету в JFL | Родной город(а)                          | Период в JFL | Последний титул | Основания для вступления в Джей-лигу |
| --------------------- | ------------------ | -------------------- | ---------------------------------------- | ------------ | --------------- | ------------------------------------ |
| Хонда                 | 1999               | 21                   | Хамамацу, Сидзуока                       | 1999–        | 2018            | Нет                                  |
| Имабари               | 2017               | 3                    | Имабари, Эхиме                           | 2017–        | –               | Есть                                 |
| Honda Lock            | 2005               | 13                   | Миядзаки, Миядзаки                       | 2009–        | –               | Нет                                  |
| Maruyasu Okazaki      | 2014               | 6                    | Окадзаки, Айти                           | 2014–        | –               | Нет                                  |
| Мацуэ Сити            | 2019               | 1                    | Мацуэ, Симане                            | 2019–        | –               | Нет                                  |
| Рейлак Сига           | 2008               | 12                   | Кусацу, Сига                             | 2008–        | –               | Есть                                 |
| Нара Клуб             | 2015               | 5                    | Нара, Нара                               | 2015–        | –               | Есть                                 |
| Осака                 | 2015               | 5                    | Все населённые пункты в префектуре Осака | 2015–        | –               | Есть                                 |
| Рейнмеер Аомори       | 2016               | 4                    | Аомори, Аомори                           | 2016–        | –               | Есть                                 |
| Ryutsu Keizai Dragons | 2015               | 5                    | Рюгасаки, Ибараки                        | 2015–        | –               | Нет                                  |
| Сони Сэндай           | 1999               | 21                   | Сендай, Мияги                            | 1999–        | 2015            | Нет                                  |
| Тэгэвахаро Миядзаки   | 2018               | 2                    | Миядзаки, Миядзаки                       | 2018–        | –               | Есть                                 |
| Иокогава Мусасино     | 1999               | 21                   | Мусасино, Токио                          | 1999–        | –               | Есть                                 |
| Атлетико Судзука      | 2019               | 1                    | Судзука, Миэ                             | 2019–        | –               | Нет                                  |
| Веертин Миэ           | 2017               | 3                    | Все населённые пункты в префектуре Миэ   | 2017–        | –               | Нет                                  |
| Верспа Оита           | 2012               | 8                    | Оита, Оита                               | 2012–        | –               | Нет                                  |

- Розовый фон обозначает клубы, которые недавно вышли в JFL из системы региональных лиг Японии.
- «Основания для вступления в Джей-лигу» означает наличие у клуба статуса 100-летнего плана. Клубы, выделенные жирным шрифтом имеют этот статус.

Бывшие клубы
| Клуб                        | Первый сезон в JFL | Количество сезонов в JFL | Родной город(а)                             | Последний период в JFL | Последний титул в JFL | Текущая лига                                        |
| --------------------------- | ------------------ | ------------------------ | ------------------------------------------- | ---------------------- | --------------------- | --------------------------------------------------- |
| ALO's Hokuriku              | 2000               | 8                        | Тояма, Тояма                                | 2000–2007              | –                     | Перестал существовать после слияния с Каталле Тояма |
| Arte Takasaki               | 2004               | 8                        | Такасаки, Гумма                             | 2004–2011              | –                     | Перестал существовать                               |
| Азул Кларо                  | 2014               | 3                        | Нумадзу, Сидзуока                           | 2014–2016              | –                     | J3                                                  |
| Kyoto BAMB 1993             | 2000               | 4                        | Киото, Киото                                | 2000–2004              | –                     | Региональная лига Кансай, D1                        |
| Блаублиц Акита              | 2007               | 7                        | Все населённые пункты в префектуре Акита    | 2007–2013              | –                     | J3                                                  |
| Briobecca Urayasu           | 2016               | 2                        | Ураясу, Тиба                                | 2016–2017              | –                     | Региональная лига Канто. D1                         |
| Cobaltore Onagawa           | 2018               | 1                        | Онагава, Мияги                              | 2018                   | –                     | Региональная лига Тохоку. D1                        |
| Эхимэ                       | 2001               | 5                        | Все населённые пункты в префектуре Эхиме    | 2001–2005              | 2005                  | J2                                                  |
| Фаджиано Окаяма             | 2008               | 1                        | Все населённые пункты в префектуре Окаяма   | 2008                   | –                     | J2                                                  |
| Fagiano Okayama Next        | 2014               | 3                        | Окаяма, Окаяма                              | 2014–2016              | –                     | Перестал существовать                               |
| Фукусима Юнайтед            | 2013               | 1                        | Фукусима, Фукусима                          | 2013                   | –                     | J3                                                  |
| Гайнарэ Тоттори             | 2001               | 10                       | Все населённые пункты в префектуре Тоттори  | 2001–2010              | 2010                  | J3                                                  |
| Гифу                        | 2007               | 1                        | Все населённые пункты в префектуре Гифу     | 2007                   | –                     | J2                                                  |
| Мито Холлихок               | 1999               | 1                        | Мито, Ибараки                               | 1999                   | –                     | J2                                                  |
| Jatco SC                    | 1999               | 5                        | Нумадзу, Сидзуока                           | 1999–2003              | –                     | Перестал существовать                               |
| JEF Reserves                | 2006               | 6                        | Итихара, Тиба                               | 2006–2011              | –                     | Перестал существовать                               |
| Кагосима Юнайтед            | 2014               | 2                        | Кагосима, Кагосима                          | 2014–2015              | –                     | J3                                                  |
| Каматамарэ Сануки           | 2011               | 3                        | Все населённые пункты в префектуре Кагава   | 2011–2013              | –                     | J2                                                  |
| FC Kariya                   | 1999               | 11                       | Кария, Айти                                 | 1999–2009              | –                     | Региональная лига Токай. D1                         |
| Каталле Тояма               | 2008               | 1                        | Все населённые пункты в префектуре Тояма    | 2008                   | –                     | J3                                                  |
| Kokushikan University       | 1999               | 6                        | Матида, Токио                               | 1999–2003              | –                     | Университетская лига Канто                          |
| Mitsubishi Motors Mizushima | 2005               | 5                        | Курасики, Окаяма                            | 2005–2009              | –                     | Региональная лига Chugoku                           |
| Фудзиэда МИФК               | 2012               | 2                        | Фудзиэда, Сидзуока                          | 2012–2013              | –                     | J3                                                  |
| Нью Вейв Китакюсю           | 2008               | 2                        | Китакюсю, Фукуока                           | 2008–2009              | –                     | J3                                                  |
| Otsuka Pharmaceuticals      | 1999               | 6                        | Все населённые пункты в префектуре Токусима | 1999–2004              | 2004                  | J2                                                  |
| Нагано Парсейро             | 2011               | 3                        | Нагано, Нагано                              | 2011–2013              | 2013                  | J3                                                  |
| Profesor Miyazaki           | 2002               | 1                        | Все населённые пункты в префектуре Миядзаки | 2002                   | –                     | Перестал существовать                               |
| Роассо Кумамото             | 2001               | 4                        | Кумамото, Кумамото                          | 2006–2007              | –                     | J3                                                  |
| Ренофа Ямагути              | 2014               | 1                        | Ямагути, Ямагути                            | 2014                   | –                     | J2                                                  |
| Рюкю                        | 2006               | 8                        | Все населённые пункты в префектуре Окинава  | 2006–2013              | –                     | J2                                                  |
| Ryutsu Keizai University    | 2005               | 6                        | Рюгасаки, Ибараки                           | 2005–2010              | –                     | Региональная лига Канто. D1                         |
| Сагамихара                  | 2013               | 1                        | Сагамихара, Канагава                        | 2013                   | –                     | J3                                                  |
| Sagawa Express Osaka        | 2002               | 5                        | Осака, Осака                                | 2002–2006              | –                     | Перестал существовать после слияния с Sagawa Shiga  |
| Sagawa Express Tokyo        | 2001               | 6                        | Кото, Токио                                 | 2001–2006              | –                     | Перестал существовать после слияния с Sagawa Shiga  |
| Sagawa Shiga                | 2007               | 6                        | Морияма, Сига                               | 2007–2012              | 2011                  | Перестал существовать                               |
| Shizuoka Sangyo University  | 2000               | 3                        | Ивата, Сидзуока                             | 2000–2002              | –                     | Университетская лига Токай                          |
| SP Kyoto FC                 | 2003               | 13                       | Удзи, Киото                                 | 2003–2015              | –                     | Перестал существовать                               |
| Зеспакусацу Гумма           | 2004               | 1                        | Все населенные пункты в префектуре Гумма    | 2004                   | –                     | J2                                                  |
| Тотиги                      | 2000               | 9                        | Уцуномия, Тотиги                            | 2000–2008              | –                     | J3                                                  |
| Тотиги Ува                  | 2010               | 8                        | Тотиги, Тотиги                              | 2010–2017              | –                     | Региональная лига Канто. D1                         |
| В-Варен Нагасаки            | 2009               | 4                        | Все населённые пункты в префектуре Нагасаки | 2009–2012              | 2012                  | J2                                                  |
| Vanraure Hachinohe          | 2014               | 5                        | Хатинохе, Аомори                            | 2014–2018              | –                     | J3                                                  |
| Мацумото Ямага              | 2010               | 2                        | Мацумото, Нагано                            | 2010–2011              | –                     | J2                                                  |
| YKK AP                      | 2001               | 7                        | Куробе, Тояма                               | 2001–2007              | –                     | Перестал существовать после слияния с Каталле Тояма |
| Иокогама                    | 1999               | 2                        | Иокогама, Канагава                          | 1999–2000              | 2000                  | J2                                                  |
| ИСКК Иокогама               | 2012               | 2                        | Иокогама, Канагава                          | 2012–2013              | –                     | J3                                                  |
| Матида Зельвия              | 2009               | 4                        | Матида, Токио                               | 2013                   | –                     | J2                                                  |
| Цвайген Канадзава           | 2010               | 4                        | Канадзава, Исикава                          | 2010–2013              | –                     | J2                                                  |

- Розовым выделены клубы, недавно перешедшие в лигу J3.

## История чемпионатов

### Самые успешные клубы
Клубы, выделенные жирным шрифтом, выступают в JFL с 2019 года. Клубы, выделенные курсивом, перестали существовать.
| Клуб                   | Чемпион | Вице-чемпион | Чемпионский сезон                              | Вице-чемпионский сезон |
| ---------------------- | ------- | ------------ | ---------------------------------------------- | ---------------------- |
| Хонда                  | 8       | 4            | 2001, 2002, 2006, 2008, 2014, 2016, 2017, 2018 | 1999, 2000, 2003, 2004 |
| Sagawa Shiga           | 3       | 1            | 2007, 2009, 2011                               | 2010                   |
| Otsuka Pharmaceuticals | 2       | 1            | 2003, 2004                                     | 2001                   |
| Иокогама               | 2       | 0            | 1999, 2000                                     |                        |
| Нагано Парсейро        | 1       | 2            | 2013                                           | 2011, 2012             |
| Эхимэ                  | 1       | 0            | 2005                                           |                        |
| Гайнарэ Тоттори        | 1       | 0            | 2010                                           |                        |
| В-Варен Нагасаки       | 1       | 0            | 2012                                           |                        |
| Сони Сэндай            | 1       | 0            | 2015                                           |                        |
| Sagawa Express Tokyo   | 0       | 2            |                                                | 2002, 2006             |
| YKK AP                 | 0       | 1            |                                                | 2005                   |
| Роассо Кумамото        | 0       | 1            |                                                | 2007                   |
| Тотиги                 | 0       | 1            |                                                | 2008                   |
| Токио Мусасино Сити    | 0       | 1            |                                                | 2009                   |
| Каматамарэ Сануки      | 0       | 1            |                                                | 2013                   |
| SP Kyoto FC            | 0       | 1            |                                                | 2014                   |
| Vanraure Hachinohe     | 0       | 1            |                                                | 2015                   |
| Ryutsu Keizai Dragons  | 0       | 1            |                                                | 2016                   |
| ReinMeer Aomori        | 0       | 1            |                                                | 2017                   |
| FC Osaka               | 0       | 1            |                                                | 2018                   |

### Лига третьего уровня: 1999—2013
| Сезон | Чемпион                    | Вице-чемпион               | Вышли в лигу J2 по окончании сезона | Вышли из региональной лиги перед началом сезона                                  | Вылетели в региональную лигу по окончании сезона                                                |
| ----- | -------------------------- | -------------------------- | --- | -------------------------------------------------------------------------------- | ----------------------------------------------------------------------------------------------- |
| 1999  | Иокогама                   | Хонда                      | Мито Холлихок | Yokogawa Denki                                                                   | —                                                                                               |
| 2000  | Иокогама                   | Хонда                      | Иокогама | Тотиги Shizuoka Kengyo University F.C. Alo's Hokuriku F.C. Kyoken                | —                                                                                               |
| 2001  | Хонда                      | Otsuka Pharmaceutical F.C. | — | Sagawa Express Tokyo S.C. YKK AP F.C. S.C. Tottori Эхимэ NTT West Japan-Kumamoto | —                                                                                               |
| 2002  | Хонда                      | Sagawa Express Tokyo S.C.  | — | Sagawa Express Osaka S.C. Profesor Miyazaki                                      | Shizuoka Kengyo University F.C. Alouette Kumamoto Profesor Miyazaki                             |
| 2003  | Otsuka Pharmaceutical F.C. | Хонда                      | — | Сагава Принтинг                                                                  | Jatco F.C. (расформирован) F.C. Kyoto BAMB 1993 (F.C. Kyoken)                                   |
| 2004  | Otsuka Pharmaceutical F.C. | Хонда                      | Otsuka Pharmaceutical F.C. Зеспакусацу Гумма | Зеспакусацу Гумма Gunma Horikoshi                                                | Kokushikan University F.C. (покинул лигу из-за скандала)                                        |
| 2005  | Эхимэ                      | YKK AP F.C.                | Эхимэ | Ryutsu Keizai University F.C. Mitsubishi Mizushima FC Honda Lock SC              | —                                                                                               |
| 2006  | Хонда                      | Sagawa Express Tokyo S.C.  | — | ДЖЕФ Юнайтед Итихара Тиба(второй состав) Роассо Кумамото Рюкю                    | Honda Lock SC (Sagawa Express Tokyo и Sagawa Express Osaka объединены в клуб Sagawa Shiga F.C.) |
| 2007  | Sagawa Shiga F.C.          | Роассо Кумамото            | Роассо Кумамото Гифу | TDK S.C. Гифу                                                                    | (Alo's Hokuriku и YKK AP объединены в клуб Каталле Тояма)                                       |
| 2008  | Хонда                      | Тотиги                     | Тотиги Фаджиано Окаяма Каталле Тояма | Фаджиано Окаяма Нью Вейв Китакюсю МИО Бивако Сига                                | —                                                                                               |
| 2009  | Sagawa Shiga FC            | Ёкогава Мусасино           | Нью Вейв Китакюсю | Матида Зельвия В-Варен Нагасаки Honda Lock SC                                    | Mitsubishi Motors Mizushima FC (добровольно покинул лигу) FC Kariya                             |
| 2010  | Гайнарэ Тоттори            | Sagawa Shiga FC            | Гайнарэ Тоттори | Мацумото Ямага Хитачи Тотиги Ува Цвайген Канадзава                               | Ryutsu Keizai University F.C.                                                                   |
| 2011  | Sagawa Shiga FC            | Нагано Парсейро            | Матида Зельвия Мацумото Ямага | Каматамарэ Сануки Нагано Парсейро                                                | ДЖЕФ Юнайтед Итихара Тиба(второй состав) (расформирован) Arte Takasaki (расформирован)          |
| 2012  | В-Варен Нагасаки           | Нагано Парсейро            | В-Варен Нагасаки | ИСКК Иокогама Фудзиэда МИФК Hoyo AC Elan Oita                                    | Sagawa Shiga FC (расформирован)                                                                 |
| 2013  | Нагано Парсейро            | Каматамарэ Сануки          | Каматамарэ Сануки | Сагамихара Фукусима Юнайтед                                                      | —                                                                                               |
| 2013  | Нагано Парсейро            | Каматамарэ Сануки          | *В новосозданную лигу J3 были допущены: Нагано Парсейро, Сагамихара, Матида Зельвия, Цвайген Канадзава, Блаублиц Акита, Рюкю, ИСКК Иокогама, Фудзиэда МИФК и Фукусима Юнайтед. |                                                                                  |                                                                                                 |

### Лига четвертого уровня: 2014—
С 2014 по 2018 год в Японской футбольной лиге существовал формат противостояния, состоящий из двух кругов: Apertura и Clausura для определения чемпионов каждого круга. В 2019 году вернулись к формату с одним этапом первенства.
| Сезон | Чемпион         | Вице-чемпион              | Вышли в лигу J3 по окончании сезона | Вышли из региональной лиги перед началом сезона                                                                  | Вылетели в региональную лигу по окончании сезона |
| ----- | --------------- | ------------------------- | ----------------------------------- | --- | ------------------------------------------------ |
| 2014  | Хонда (A)       | SP Kyoto FC (C)           | Ренофа Ямагути                      | Fagiano Okayama Next Kagoshima United Vanraure Hachinohe Azul Claro Numazu Maruyasu Industries SC Ренофа Ямагути | —                                                |
| 2015  | Сони Сэндай (C) | Vanraure Hachinohe (A)    | Kagoshima United                    | Nara Club FC Osaka Ryutsu Keizai Dragons                                                                         | SP Kyoto FC (расформирован)                      |
| 2016  | Хонда (C)       | Ryutsu Keizai Dragons (A) | Azul Claro Numazu                   | ReinMeer Aomori Briobecca Urayasu                                                                                | Fagiano Okayama Next (расформирован)             |
| 2017  | Хонда (1)       | ReinMeer Aomori (2)       | —                                   | FC Imabari Veertien Mie                                                                                          | Briobecca Urayasu Тотиги Ува                     |
| 2018  | Хонда (1)       | FC Osaka (2)              | Vanraure Hachinohe                  | Cobaltore Onagawa Tegevajaro Miyazaki                                                                            | Cobaltore Onagawa                                |
| 2019  |                 |                           |                                     | Matsue City FC Suzuka Unlimited                                                                                  |                                                  |

A = чемпион первого круга (Apertura champion), C = чемпион второго круга (Clausura champion), 1 = выиграл оба круга, 2 = занял второе место в итоговой турнирной таблице, но претендовал на чемпионство.

## Рекорды и статистика JFL
По состоянию на 1 марта 2019 года
Жирным шрифтом выделены те, кто на данный момент играет в JFL. Курсивом — те, кто играет в других лигах.

| #  | Футболист         | Число матчей | Карьера в JFL                         |
| -- | ----------------- | ------------ | ------------------------------------- |
| 1  | Daiki Koyama      | 389          | 2000–2002, 2004–2017                  |
| 2  | Gen Nakamura      | 374          | 2003–2017                             |
| 3  | Kazuhisa Hamaoka  | 338          | 2001–2005, 2007, 2010–2013, 2014–2016 |
| 4  | Takuya Tomiyama   | 333          | 1999–2012                             |
| 5  | Masayuki Ishii    | 314          | 1999–2010                             |
| 6  | Takahito Seta     | 313          | 2008–2018                             |
| 7  | Junya Nitta       | 307          | 1999–2011                             |
| 8  | Hiroshi Otsuki    | 304          | 2004–2014                             |
| 9  | Takahiro Tsuchiya | 301          | 2002–2018                             |
| 10 | Nobumitsu Yamane  | 294          | 1999–2001, 2003–2012                  |

| #  | Футболист         | Число голов | Карьера в JFL               |
| -- | ----------------- | ----------- | --------------------------- |
| 1  | Junya Nitta       | 146         | 1999–2011                   |
| 2  | Tatsuya Furuhashi | 122         | 1999–2004, 2014–            |
| 3  | Kodai Suzuki      | 111         | 2000–2010                   |
| 4  | Sho Gokyu         | 104         | 2006–2007, 2009–2013, 2015  |
| 5  | Mitsuru Hasegawa  | 103         | 2001–2008                   |
| 6  | Masatoshi Matsuda | 100         | 2014–2015                   |
| 7  | Gen Nakamura      | 94          | 2003–2017                   |
| 8  | Takehiro Hayashi  | 91          | 1999–2004                   |
| 9  | Tomohito Ito      | 71          |                             |
| 10 | Shoma Mizunaga    | 70          | 2005–2006, 2009–2012, 2018– |